# Ситий Ігор Михайлович
Ситий Ігор Михайлович (* 20 квітня 1955) — старший науковий співробітник Чернігівського обласного історичного музею ім. В. В. Тарновського.

## Біографія
Народився 20 квітня 1955 р.у військовому містечку на околиці с. Меджніс-Цхалі Батумського району на той час Грузинської РСР, нині Аджарської автономної республіки Республіки Грузія.
З 1961 р. мешкає в Чернігові: здобув середню освіту у школах № 16 і № 20, працював робітником на Чернігівській фабриці музичних інструментів.
У 1982 році закінчив Білоруський державний університет у Мінську за спеціальністю «історія».
До 1985 р. працював педагогом у містечку Слонім Брестської області Білорусі та Чернігові.
У 1985 р. став науковим співробітником відділу науково-фондової роботи Чернігівського історичного музею імені В. В. Тарновського. Відтоді опікується архівно-літературною колекцією музею, яка складається з родинних архівів і рукописних книг, стародруків, періодичних видань, графічних і малярських творів, фотографій та фотонегативів.
З 1990 р. він захопився такою складною і мало вивченою галуззю історії, як сфрагістика.
2002 р. захистив в Інституті української археографії і джерелознавства імені М. С. Грушевського НАН України кандидатську дисертацію «Козацькі печатки Гетьманщини (середина XVII—XVIII ст.): за архівними матеріалами Чернігівського історичного музею ім. В. В. Тарновського». Член Українського геральдичного товариства.

## Коло наукових інтересів
- історія та культура Лівобережної України доби Гетьманщини :
- сфрагістика
- геральдика
- генеалогія
- книгодрукування
- історія церкви та мистецтва
- археографічні дослідження писемних пам’яток

## Основні праці
- Міські печатки Лівобережної України XVII-XVIII ст. зі збірки Чернігівського історичного музею ім. В.В.Тарновського. Каталог. (Упорядник Ситий І.) – Чернігів-Львів: УГТ, 1995. – 24 с., іл.
- Гетьманські універсали в колекції Чернігівського історичного музею ім.В.В.Тарновського // Сіверянський літопис. – 1998. – №1. – С.83-90.
- Козацькі печатки Лівобережної України. – 1996 // Історія та культура Лівобережної України. Матеріали міжнародної конференції. – Київ-Ніжин: НДПУ, 1997. – С.48-52.
- Герб Батурина // Шоста Всеукраїнська наукова конференція з історичного краєзнавства. – Луцьк: АГРОІНРЕМ, Волинський держ. ун-т ім. Лесі Українки, 1993. – С.58-59.
- Герб і печатка Івана Мазепи // Сіверянський літопис. – Чернігів, 2001. – №5. – С.38-49.
- Герб міста Кролевця // Знак. – 1994. – Ч.5 (лютий). – С.8-9.
- Герб Чернігова // Знак. – 1993. – Ч.3 (серпень). – С.13.
- Гетьманські печатки // Слава українського козацтва. (Упорядники Кот С., Кардаш П). – Київ–Мельбурн: Фортуна, 1999. – С.115.
- Гетьманські універсали й печатки у збірці історичного музею ім. В.В.Тарновського // Пам'ятки України. – 2001. – №1-2. – С.148-154.
- історії гетьманської печатки // Знак. – 2001. – Ч.23 (травень). – С.4; Сіверянський літопис. – 2001. – №3. – С.23-24.
- Документальні матеріали в колекції В.В.Тарновського // Скарбниця української культури. Матеріали ювілейної наукової конференції, присвяченої 100-річчю Чернігівського історичного музею ім.В.В.Тарновського. – Чернігів: Сіверянська думка, 1996. – С.46-48.
- З історії української сфрагістики // Родовід. – 1996. – №14. – С.91-98.
- З історії чернігівської сфрагістики // V Всеукраїнська наукова конференція з історичного краєзнавства. Тези доповідей та повідомлень. – Кам'янець-Подільський, 1991. – С.118.
- З чернігівської сфрагістики // Знак. – 1994. – Ч.6 (липень). – С.2.
- Клейноди останнього українського гетьмана // Знак. – 2001. – Ч.24. (жовтень). – С.8-9.
- Книги Забіл (1671-1745) // Сіверянський літопис. – 1999. – №1. – С.116-120.
- Міські, полкові та сотенні печатки Чернігівщини // Шоста наукова геральдична конференція. Матеріали. – Львів: УГТ, 1997. – С.76-78.
- Невідомі печатки Івана Скоропадського та Кирила Розумовського // Знак. – 1998. – Число 15 (березень). – С.3.
- Ніжинські печатки зі збірки В.В.Тарновського // Знак. – 1995. – Ч.10 (серпень). – С.4.
- Новгород-Сіверський цех калачників (1711-1900 рр.) // Сіверянський літопис. – 1996. – №1. – С.41-44.
- Перший український архітектор // Сіверянський літопис. – 1999. – №2. – С.103-105.
- Печатка Богдана Хмельницького // Знак. – 1996. – Число 11 (березень). – С.3.
- Печатка Війська Запорізького низового та печатка коша суддівська на документах XVIII ст. зі збірки Чернігівського історичного музею ім. В.В.Тарновського // Друга наукова геральдична конференція. Збірник тез повідомлень та доповідей. – Львів: УГТ, 1992. – С.69-71.
- Печатка Генерального військового суду // Знак. – 1997. – Число 14 (грудень). – С.3.
- Печатка Ічні 1687 року // Знак. – 1993. – Ч.1 (травень). – С.4.
- Печатка Ічні 1730 р. // Знак. – 1994. – Ч.6 (липень). – С.10.
- Печатка Семена Палія // Знак. – 1997. – Ч.13 (червень). – С.8. Семен Палій та Фастівщина в історії України. Матеріали науково-практичної краєзнавчої конференції. – К., Фастів: Оранта, 1997. – С.32 33.
- Печатка Українського ландміліційного корпусу // Знак. –1998. – Ч.17 (вересень). – С.3.
- Печатка Чернігівського колегіуму // Знак. – 1998. – Ч.16. (червень). – С.5.
- Печатки XVI ст. // Знак. – 1996. – Ч.12 (листопад). – С.3.
- Печатки генеральної та полкової старшини за матеріалами Чернігівського історичного музею ім. В.В.Тарновского // Родовід. – 1997. – №15. – С.97-110.
- Печатки Коропа XVII-XVIII ст. // Третя наукова геральдична конференція. Збірник тез повідомлень та доповідей. – Львів: УГТ, 1993. – С.72-75.
- Печатки міських урядовців XVII-XVIII ст. // Знак. – 1999. – Ч.19 (серпень). – С.3.
- Печатки Прилук XVII-XVIII ст. // Четверта наукова геральдична конференція. Збірник тез повідомлень та доповідей. – Львів: УГТ, 1994. – С.64-66.
- Печатки сотенної старшини, товаришів та канцеляристів // Спеціальні історичні дисципліни: питання теорії та методики. Збірка наукових праць та спогадів. – К.: Інститут історії України НАН України, 2000. – Число 4. – Частина 1. – С.214-260.
- Сотенні печатки другої половини XVIII ст. // П'ята наукова геральдична конференція. Збірник тез повідомлень та доповідей. – Львів: УГТ, 1995. – С.62-64.
- Стародавня печатка Чернігова // Клейноди. Українська геральдика: минуле, сучасність, перспективи. Тези наукової конференції. – Львів: УГТ, 1991. – С.31-33.
- Сфрагістичні дослідження Олександра Лазаревського // Знак. – 1995. – Ч.9 (лютий). – С.3.
- Україно-молдавська печатка // Знак. – 1999. – Ч.18 (березень). – С.10; Сіверянський літопис. – 1999. – №3. – С.99-101.
- Церковна старовина. – Чернігів: ОУНБ ім. В.Г.Короленка, 2001. – 54 с. іл.
- Батурин у першій чверті XVIII ст. // Сіверянський літопис. – 1995. – №1. – С.65-73.
- Церковні печатки XVI-XX ст. // Література та культура Полісся. Полісся в історичному та культурологічному контексті: до 195-річчя заснування Ніжинської вищої школи. – Ніжин: НДПУ, 2000. – Вип.14. – С.184-192.